# 二列藤山柳
二列藤山柳（学名：Clematoclethra disticha）是猕猴桃科藤山柳属的植物，为中国的特有植物。分布于中国大陆的四川等地，生长于海拔1,500米的地区，见于山地林中，目前尚未由人工引种栽培。